# Kembainaickenpalayam
Kembainaickenpalayam è una suddivisione dell'India, classificata come town panchayat, di 10.305 abitanti, situata nel distretto di Erode, nello stato federato del Tamil Nadu. In base al numero di abitanti la città rientra nella classe IV (da 10.000 a 19.999 persone).

## Geografia fisica
La città è situata a 11° 32' 08 N e 77° 18' 10 E.

## Società

### Evoluzione demografica
Al censimento del 2001 la popolazione di Kembainaickenpalayam assommava a 10.305 persone, delle quali 5.212 maschi e 5.093 femmine. I bambini di età inferiore o uguale ai sei anni assommavano a 898, dei quali 464 maschi e 434 femmine. Infine, coloro che erano in grado di saper almeno leggere e scrivere erano 4.729, dei quali 2.885 maschi e 1.844 femmine.